# Renix
Renix (Renix Electronique) — це спільне підприємство компаній Renault і Bendix, яке розробляло та виготовляло автомобільні системи електронного запалювання, вприскування палива, електронного управління автоматичною коробкою передач та різні датчики двигуна. Система застосовувалася переважно на різних автомобілі Renault, AMC та Volvo. У США назва Renix стала синонімом автомобільного комп'ютера та системи впорскування палива, що використовувалися на двигунах компанії AMC / Jeep об'ємом 2,5 л (I4) та 4,0 л (I6).
Назва стала синонімом типу вприскування палива. У такому застосуванні система складалася з ECU та ряду датчиків. Вперше її застосували в двигунах, що випускалися компанією Renault (Renault 21, 25 та Espace) у двигунах об'ємом 2,0 л та 2,2 л. Система Renix більше відома в Америці своїм застосуванням у поширеному двигуні AMC 4.0 L з об'ємом 3960 кубічних см. Ці двигуни виробництва компанії American Motors (AMC) почали оснащувати системою Renix, починаючи з моделей Jeep Cherokee (XJ) 1987 року. Йому передувала система комп'ютерного керування двигунами AMC, а з 1991 р. встановлювалася система Mopar MPI компанії Chrysler, до складу якої увійшла АМС.

## Застосування на автомобілях Renault
Система Renix використовувалася в двигунах серії J, встановлених на Renault 19 16V, Renault 21 та Savanna/Nevada, Renault 25 та Renault Espace. Це була багатоточкова система вприскування палива, на відміну від попередньої одноточкової системи. Система була оснащена низкою датчиків (температури повітря та охолоджувальної рідини, положення дроселя, абсолютного тиску повітря, концентрації кисню, детонації тощо) та досконалим на той час комп'ютером, який складався з двох процесорів: один відповідав за вприскування палива, а інший — за точний розрахунок кута випередження системи запалювання ДВЗ. Однак, застосування системи вперше почалося в 1984 році, за три роки до її дебюту в Америці. Система Renix дозволила збільшити потужність двигуна порівняно з попередньою карбюраторною версією. Вона також використовувалася в двигунах 2,2 л у моделях R21, R25 та Espace.
Система вприскування палива Renix разом з турбокомпресором Garrett використовувались у середньомоторному спортивному автомобілі Renault Alpine GTA/A610 для керування його двигуном V6.

## Застосування на автомобілях AMC / Jeep
В автомобілях з двигунами AMC-Renault використовувалася повністю інтегрована електронна система управління двигуном, створена компанією Renix. Електронна система запалювання Renix складається з твердотільного модуля управління запалюванням (Ignition Control Module, ICM), розподільника, датчика положення колінчастого вала, та електронного блоку керування двигуном (Electronic Control Unit, ECU). ECU Renix має потужний мікропроцесор, який був передовою технологією для свого часу. Він також включає в себе датчик детонації двигуна, який дозволяє комп'ютеру визначити, коли відбувається детонація, і тим самим здійснити адаптивне управління кутом випередження запалювання в окремих циліндрах, щоб запобігти детонаційному згоранню палива. Для виявлення детонаційних стуків використовується сигнал широсмугового акселерометра, встановленого на блоці циліндрів.
Система Renix має більше датчиків, ніж пізніша система Mopar, а певною мірою є більш складною. Її датчик детонації автоматично налаштовує криву випередження іскри на оптимальну суміш для кожного циліндра. Деякі двигуни, керовані Renix, фактично отримають кращу економію палива, використовуючи пальне з більш високим октановим числом. Система на двигуні AMC 4.0 L є гнучкою, що дозволяє використовувати різні розподільні вали та модифікації головки циліндрів без суттєвих змін базових налаштувань комп'ютера.
Комп'ютер Renix вперше був використаний на чотирициліндрових двигунах AMC 2,5 л у 1986 році. Система покращила керованість автомобілів Jeep Cherokee та Comanche порівняно з карбюраторними моделями. Підвищення потужності також було досить відчутним. Система Renix використовувалася до 1990 модельного року. На жаль, вона є складною в обслуговуванні, тому що несумісна з більшістю сучасних сканерів бортового діагностичного комп'ютера. Систему керування Renix до 1991 року можна протестувати лише за допомогою спеціалізованого сканера DRB компанії Chrysler, а режими діагностичного тестування 1989 року та пізніших двигунів з контролерами SBEC відрізняються від тих, що були передбачені для моделей 1988 року та більш раннього періоду.
Система керування Renix використовувалася лише в автомобілях Jeep Cherokee і Comanche 1987—1990 рр. з двигунами, розробленими AMC (система керування у двигуні 2,8 л (171 дюйм3) V6 являла собою OBD-I систему General Motors, а на ранніх дизельних моделях використовували турбодизельний двигун I4 2,1 л (128 дюйм3) компанії Renault, у якому використовувалася власна система керування).
На Jeep Wrangler (YJ) не встановлювали двигун AMC 4.0 до 1991 року, коли він вже отримав електроніку, розроблену компанією Chrysler. До цього мав двигун AMC 258 дюйм3 (4,2 л) з карбюратором. Інші автомобілі компанії Jeep, крім Jeep Cherokee XJ і Jeep Comanche MJ, не оснащувалися електронними системами управління Renix.

### Діагностика Renix
Система управління Renix відноситься до ери «до-OBD» і тому не має «Лампи несправності двигуна». На відміну від сучасних систем, вона також не «зберігає» і не «видає» діагностичні коди проблем (Diagnostic Trouble Codes, DTC) або «ідентифікатори параметрів» (PID). Це поширена проблема при огляді транспортних засобів, особливо в Каліфорнії та інших юрисдикціях з суворими стандартами викидів. Більшість інспекційних станцій цього не знають і намагаються пояснити, що контрольна лампа двигуна «не працює».
Водночас, розроблені різні варіанти діагностики системи Ренікс від сторонніх виробників.

## Застосування на автомобілях Škoda
У 1980-х Škoda виготовила невелику кількість автомобілів із заднім розташуванням двигуна з системою впорскування палива Renix. Вони спочатку були призначені для Канади, але надійшли до Європи. Зазвичай вони відомі як Škoda 135 GLi або 135 RiC. Запчастини до паливної системи можуть бути доступні у дилерів Chrysler-Jeep та Renault.

## Застосування на автомобілях Volvo
Серія Volvo 700 та деякі із серій 300 Volvo використовували B200K рядний 4-циліндровий двигун 2.0 л атмосферний двигун із запаленням Renix та близько 300 серійних автомобілів Volvo мали силові установки Renault. Серія 300 Volvo не відома США. Її виготовляли в Нідерландах (з обмеженим виробництвом автомобілів в Малайзії з використанням процесу CKD).
Всі автомобілі Volvo серії 300 з бензиновими двигунами постачалися із запаленням Renix Bendix від 1983 до 1991 року, коли виробництво серії 300 припинилося.
Двигуни Volvo «Redblock» оснащувалися системою запалювання Renix.